# Todd Barry

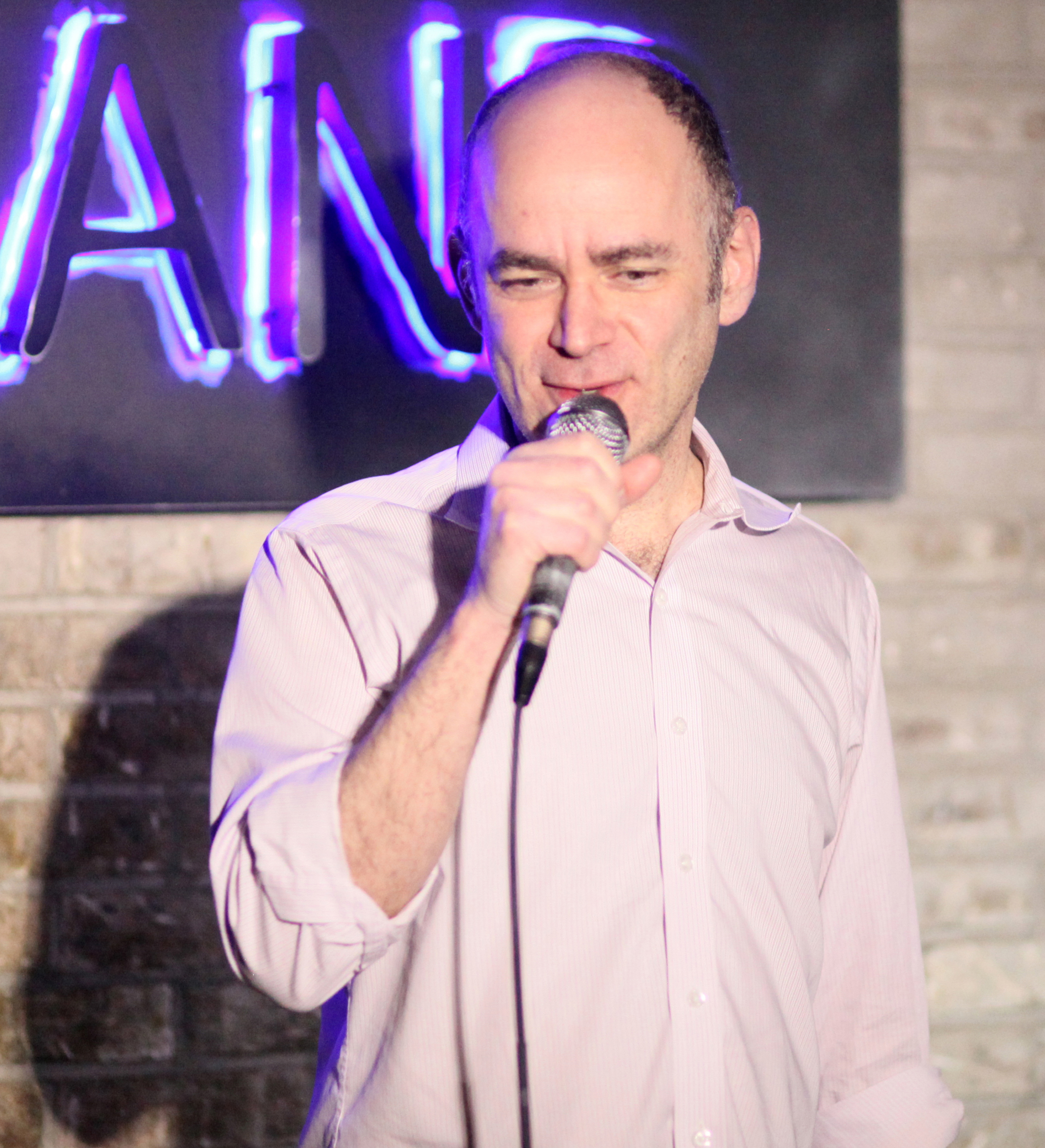
Todd Barry (2017)

Todd Barry (* 26. März 1964 in New York City) ist ein US-amerikanischer Stand-up-Comedian, Schauspieler und Synchronsprecher. Er ist bekannt für seinen trockenen Humor.

## Leben
Todd Barry wurde in den Bronx geboren und wuchs in Florida auf. 1986 schloss er sein Studium an der University of Florida ab. Bevor er mit Stand-up-Comedy begann war er von 1984 bis 1985 als Schlagzeuger der Indie-Rock-Band The Chant aktiv.
2002 war er Drehbuchautor des Kurzfilms Borrowing Saffron, bei dem er auch Regie führte und Darsteller war.
2012 erschien sein erstes Special Super Crazy bei Comedy Central Records.
Seit 2013 veröffentlicht er den Todd Barry Podcast, bei dem er sich mit verschiedenen Unterhaltungskünstlern unterhält.
2014 veröffentlichte er unter dem Namen The Crowd Work Tour einen Zusammenschnitt aus mehreren Stand-up-Shows, bei denen das Programm ausschließlich aus spontanen Interaktionen mit dem Publikum bestand. Außerdem war er Gast bei Jerry Seinfelds Webserie Comedians in Cars Getting Coffee.
2017 erschien sein Netflix-Special namens Spicy Honey. Daneben veröffentlichte er sein erstes Buch mit dem Titel Thank You for Coming to Hattiesburg, in dem er vom Touren kleinerer US-amerikanischen Städte erzählt.

## Diskografie
- Medium Energy (2001)
- Falling off the Bone (2004)
- From Heaven (2008)
- Super Crazy (2012)
- Todd Barry: The Crowd Work Tour (2014)
- Spicy Honey (2017)

## Filmografie (Auswahl)
- 1998: Tomorrow Night
- 1999: Los Enchiladas
- 2000: Road Trip
- 2002: Borrowing Saffron
- 2008: The Wrestler
- 2010: Pete Smalls Is Dead
- 2012: Wanderlust – Der Trip ihres Lebens
- 2012: Vamps – Dating mit Biss
- 2014–2016: Deadbeat (Fernsehserie)
- 2015: Master of None (Fernsehserie)
- 2019: The Climb

## Bücher
- Thank You for Coming to Hattiesburg, Gallery Books, 2017, ISBN  978-1-5011-1743-5